# Alexander Slatnow
Alexander Slatnow (* 29. September 1950 in Teterow; † 21. Mai 2003 in Neubrandenburg) war ein deutscher Kanute.
Alexander Slatnow startete im Kanu-Sport für den SC Neubrandenburg. Er erzielte seine sportlichen Erfolge in den 1970er-Jahren.
Neben DDR-Meisterschaften in diesen Jahren sowohl im Kajak-Einer als auch Kajak-Zweier konnte er bei den Weltmeisterschaften 1971 und 1975, jeweils in Belgrad, die Goldmedaille im Kajak-Zweier über 1000 Meter mit nach Hause bringen. Bei Olympischen Spielen blieb Slatnow hingegen eine Medaille verwehrt. Als amtierende Weltmeister angereist kamen Reiner Kurth und er bei den Olympischen Sommerspielen 1972 in München nur auf Platz vier ins Ziel.
Für seine sportlichen Erfolge wurde Slatnow gemeinsam mit anderen Sportlern am 25. Juni 1975 mit der Ehrenbürgerwürde der Stadt Neubrandenburg ausgezeichnet.
Nach der Wende wurde bekannt, dass Slatnow unter dem Tarnnamen Peter Schreiber als inoffizieller Mitarbeiter für die Stasi gearbeitet hatte.